# Aspilota impar
Aspilota impar är en stekelart som beskrevs av Papp 2008. Aspilota impar ingår i släktet Aspilota och familjen bracksteklar. Inga underarter finns listade.